# Свобода, Иво
Иво Свобода (чеш. Ivo Svoboda, 6 апреля 1948[…], Чехословакия или Прага — 23 февраля 2017, Чехия) — чешский политик и экономист, занимавший пост третьего министра финансов Чехии с 1998 по 1999 год в правительстве премьер-министра Милоша Земана.

## Биография
Свобода начал свою политическую карьеру в качестве депутата Чешского национального совета (с 1990 по 1992 год). С 1997 года был заместителем председателя правления компании Liberta в Мельнике. С 1997 по 1999 год занимал должность заместителя председателя Чешской социал-демократической партии. Он стал министром финансов в июле 1998 года, когда его партия выиграла национальные выборы после кампании, обещающей избирателям правительство, свободное от коррупции. В июле 1999 года полиция объявила о своём намерении возбудить уголовное дело против Свободы, пока он ещё находился в кабинете министров. Его срок на посту министра финансов подошёл к концу менее чем через неделю, поскольку он был освобождён от должности президентом Вацлавом Гавелом.
Свобода был приговорён к 5 годам тюремного заключения в 2005 году за участие в незаконном переводе активов и прибылей компании «Liberta», став первым министром правительства после Бархатной революции, получившим такой приговор. Он вышел из тюрьмы в октябре 2008 года, отбыв три года заключения.